# گورستان و امامزاده میل شاه بارز
گورستان و امامزاده میل شاه بارز مربوط به دوره قاجار است و در شهرستان لردگان و روستای سهراب واقع شده است. این اثر در تاریخ ۲۴ فروردین ۱۳۸۲ با شمارهٔ ثبت ۸۲۴۷ به‌عنوان یکی از آثار ملی ایران به ثبت رسیده است.